# Secondo Franchi
Secondo Franchi (Castell'Alfero, 26 ottobre 1859 – Roma, 8 maggio 1932) è stato un ingegnere e geologo italiano.
Diplomatosi alla Scuola d'applicazione per ingegneri di Torino, il futuro Politecnico, dal 1884 al 1887 si è specializzato a Parigi, prima perfezionandosi all'École nationale des mines, poi svolgendo un tirocinio al Bureau de la Carte géologique de France, presso il quale, svolgendo anche rilievi stratigrafici, ha approfondito in particolare la petrografia con Auguste Michel-Lévy. Al rientro, ha trovato posto all'Ufficio geologico, dove sarebbe rimasto per tutta la sua vita.
Nei suoi studi, in particolare di glaciazione e tettonica, si è interessato soprattutto delle Alpi Occidentali (Alpi Cozie e Alpi Liguri), dell'Appennino abruzzese, occupandosi del Gran Sasso, della Maiella e dei Monti Simbruini, nonché della Toscana e della Sardegna. Ha compiuto ricerche pedologiche in Tripolitania, i cui esiti avrebbe anticipato, con Carlo Fabrizio Parona e Camillo Crema, a Sulmona nel settembre 1913. Ha studiato anche zone sismiche, come l'area del Messinese colpita dal terremoto del 1908 e la Valle del Liri, in particolare delle zone moreniche in territorio di Alvito e Campoli Appennino, anch'esse in parte interessate dall'evento sismico del 1915.
Socio dell'Accademia dei Lincei, dell'Accademia Nazionale delle Scienze e dell'Accademia delle Scienze di Torino, il suo nome è ricordato da un apposito premio, istituito dalla Società Geologica Italiana.